# Thomas Mangani
Thomas Mangani (Carpentras, 29 de abril de 1987) es un exfutbolista francés que jugaba de centrocampista.

## Trayectoria
Formado en la cantera del A. S. Mónaco, en 2007 fue cedido por el club monegasco al Stade Brestois. Tras regresar de cesión volvió a salir cedido, en esta ocasión al A. C. Ajaccio.
Esto le hizo ganarse un puesto con el A. S. Mónaco con el que debutó en la Ligue 1 contra el Valenciennes F. C., y a partir de 2009 se convirtió en un fijo en el once inicial del Mónaco. Sin embargo, una lesión le hizo perder su progresión por lo que en la temporada 2011-12 se tuvo que marchar cedido al A. S. Nancy. En el Nancy disputó 24 partidos.
Al final del préstamo el equipo francés le fichase en propiedad. Allí fue titular indiscutible durante las dos temporadas que jugó en el equipo francés, en las que disputó 73 partidos y marcó un gol.
En 2014 el Chievo Verona de la Serie A le fichó. Sin embargo, en el Chievo no tuvo la regularidad que él esperaba,[cita requerida] por lo que en enero de 2015 se marchó cedido al Angers S. C. O. donde fue una pieza clave del equipo de la Ligue 2. Tanto fue así, que en verano de 2015 se marchó definitivamente al mismo equipo, logrando el ascenso a la Ligue 1 en la temporada 2015-16.
En la Ligue 1 siguió siendo uno de los jugadores claves del Angers, logrando ser el equipo revelación de la temporada 2016-17.

## Clubes
| Club                          | País    | Año       |
| ----------------------------- | ------- | --------- |
| A. S. Monaco                  | Francia | 2007-2012 |
| Stade Brestois (cedido)       | Francia | 2007      |
| A. C. Ajaccio (cedido)        | Francia | 2007-2008 |
| A. S. Nancy-Lorraine (cedido) | Francia | 2011-2012 |
| A. S. Nancy-Lorraine          | Francia | 2012-2014 |
| A. C. ChievoVerona            | Italia  | 2014-2015 |
| Angers S. C. O. (cedido)      | Francia | 2015      |
| Angers S. C. O.               | Francia | 2015-2022 |
| A. C. Ajaccio                 | Francia | 2022-2025 |